# Susanne Scholl (Journalistin)

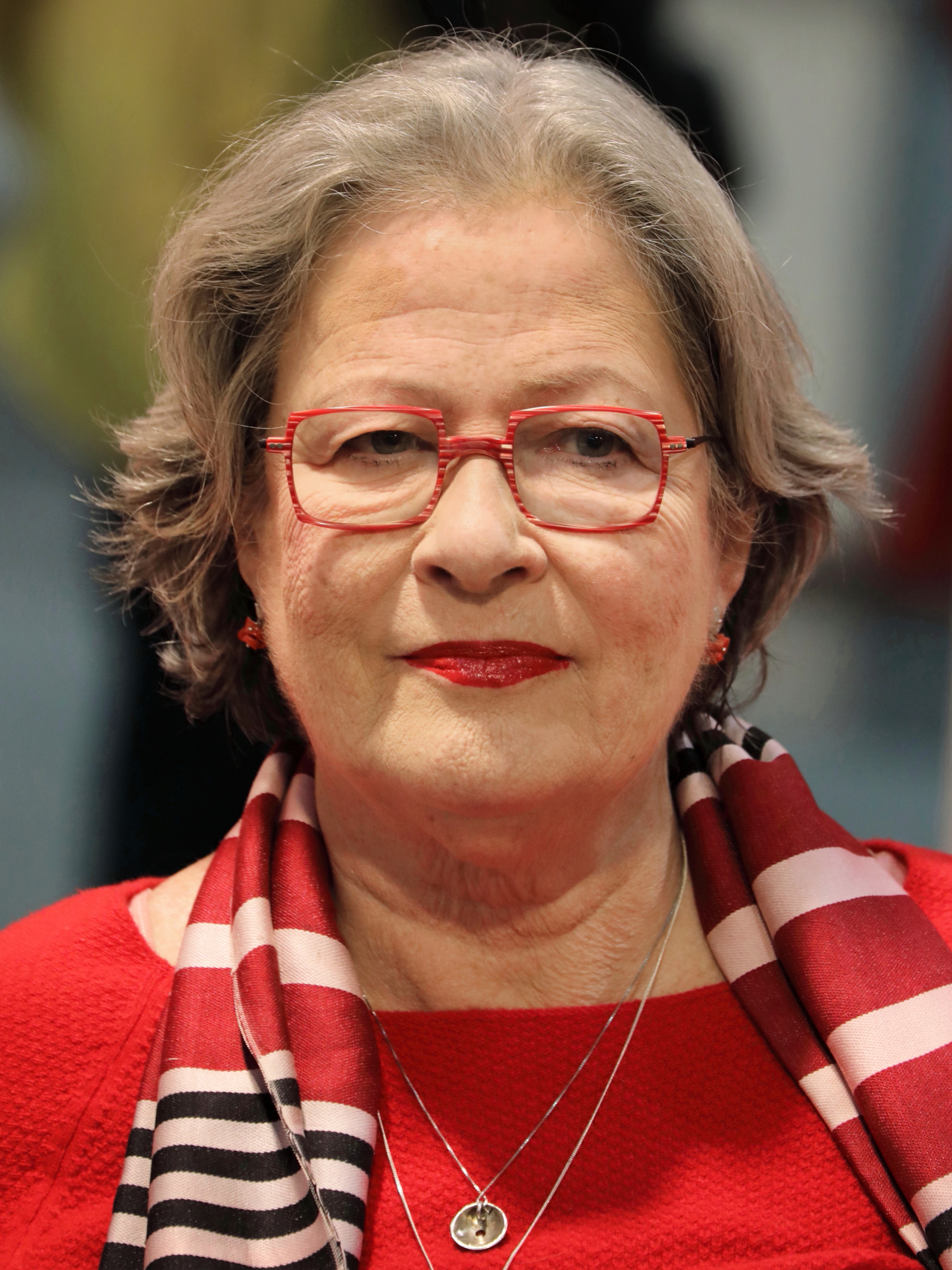
Susanne Scholl (2019)

Susanne Scholl (* 19. September 1949 in Wien) ist eine österreichische Journalistin, Schriftstellerin und ehemalige Auslandskorrespondentin des ORF.

## Leben und Wirken

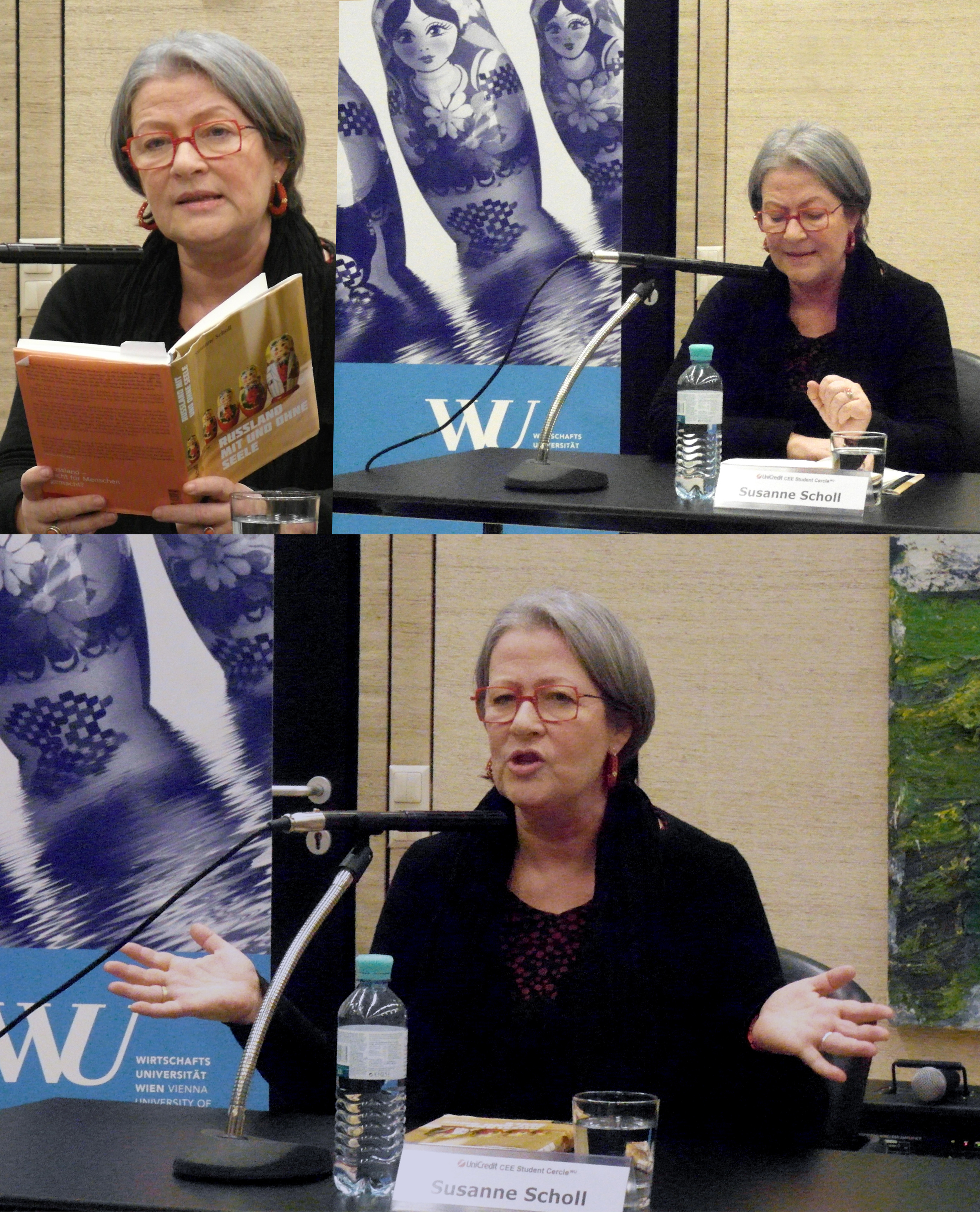
Susanne Scholl, Wien 2011.

Susanne Scholl ist Tochter einer assimilierten österreichisch-jüdischen Medizinerfamilie, mit deren tragischem Schicksal sie sich in ihrem Roman Elsas Großväter auseinandersetzte. Ihr Vater stammte aus Pötzleinsdorf, ihre Mutter aus der Leopoldstadt. Kennengelernt hatten sie sich im „Austrian Center“ in der Emigration in London. Sie kehrten 1947 nach Wien zurück, um am Aufbau des Kommunismus in Österreich mitzuwirken.
Ihren Bildungsweg beschritt Scholl mit einem Doktoratsstudium der Slawistik in Russland und Rom, das sie 1972 in Rom abschloss. Journalistisch war sie für Radio Österreich International (ROI) und die APA tätig, von wo sie von Paul Lendvai 1986 in das Pionierteam der neuen ORF-Osteuroparedaktion geholt wurde.
1989 ging Scholl als Korrespondentin des ORF nach Bonn, 1991 wechselte sie nach Moskau. 1997 bis 2000 leitete sie in der Wiener Zentrale das Europajournal im ORF-Radio und kehrte dann nach Moskau zurück. Aufsehen erregte ihre vorübergehende Festnahme durch die russischen Behörden während der Berichterstattung aus Tschetschenien.
Die Mutter eines 1983 geborenen Zwillingspaares ist als Buchautorin hervorgetreten – Russisches Tagebuch, Moskauer Küchengespräche, Elsas Großväter (Roman), Nataschas Winter (Erzählungen), Reise nach Karaganda (Roman), Töchter des Krieges – Überleben in Tschetschenien, Rot wie die Liebe (Gedichte), Russland mit und ohne Seele, Russische Winterreise (Gedichte), Allein zu Hause, Die Königin von Saba (Erzählung), Wachtraum (Roman).
2017 wurde Scholl eines der ersten Mitglieder der von Monika Salzer gegründeten Plattform Omas gegen Rechts.
Der Autor Emil Scholl war ihr Großvater.

## Publikationen
- Russisches Tagebuch
- Moskauer Küchengespräche
- Elsas Großväter (Roman),
- Nataschas Winter (Erzählungen)
- Reise nach Karaganda (Roman)
- Töchter des Krieges – Überleben in Tschetschenien
- Rot wie die Liebe (Gedichte)
- Russland mit und ohne Seele
- Russische Winterreise (Gedichte)
- Allein zu Hause
- Die Königin von Saba (Erzählung)
- Emma schweigt. Residenz Verlag, 2014, ISBN 978-3-7017-1623-4.
- Warten auf Gianni (Roman). Residenzverlag, 2016, ISBN 978-3-7017-1667-8.
- Nataschas Winter (Erzählung). edition karo, 2016, ISBN 978-3-9378-8146-1.
- Wachtraum (Roman), Residenz Verlag, 2017, ISBN 978-3-7017-1681-4.
- Die Damen des Hauses, Residenz Verlag, 2019, ISBN 978-3-7017-1719-4.
- Schäm dich, Europa! Warum wir nicht mit einer Lüge leben sollten. Edition Konturen, Wien/Hamburg 2021, ISBN 978-3-902968-63-0.
- Omas Bankraub (Roman), Residenz Verlag, Salzburg 2022, ISBN 978-3-7017-1761-3.

## Auszeichnungen
Scholl wurde mit dem Österreichischen Ehrenkreuz für Wissenschaft und Kunst und zahlreichen Preisen ausgezeichnet, wie dem Axel-Corti-Preis der österreichischen Volksbildung 2007 und dem Concordia-Preis des Presseclubs Concordia. 2009 wurde sie Journalistin des Jahres in der Kategorie Außenpolitik. Im Jahr 2012 wurde sie mit dem Buchliebling Lifetime Award ausgezeichnet. Im November 2012 erhielt sie das Goldene Ehrenzeichen der Stadt Wien. Am 29. Oktober 2020 wurde sie im Wiener Rathaus mit dem vom Österreichischen Dokumentationsarchiv vergebenen Ferdinand-Berger-Preis 2020 ausgezeichnet. 2021 wurde ihr der Preis der Stadt Wien für Publizistik zuerkannt.